# Mate Pavić
Mate Pavić (født 4. juli 1993 i Split, Kroatien) er en professionel mandlig tennisspiller fra Kroatien.